# Mycetophila estonica
Mycetophila estonica är en tvåvingeart som beskrevs av Olavi Kurina 1992. Mycetophila estonica ingår i släktet Mycetophila och familjen svampmyggor.
Artens utbredningsområde är Estland. Arten är reproducerande i Sverige. Inga underarter finns listade i Catalogue of Life.